# 天溷增二
鯨魚座13，又名BD-04 62，HD 3196、SAO 128839、HR 142，是鯨魚座的一颗恒星，视星等为5.2，位于銀經112.89，銀緯-66.15，其B1900.0坐标为赤經0h 30m 6s，赤緯-4° -66.15′ 36″。